# Norwood (Georgia)
Norwood è una città degli Stati Uniti d'America, situata in Georgia, nella Contea di Warren.